# 1a Setmana Internacional del Cinema de Sant Sebastià
La 1a Setmana Internacional del Cinema de Sant Sebastià es va celebrar entre el 21 i el 27 de setembre de 1953 a Sant Sebastià i és considerada com la primera edició del que després es denominaria Festival Internacional de Cinema de Sant Sebastià. Va ser organitzada per un grup de comerciants de la ciutat que volien dinamitzar i prolongar l'estiu donostiarra. La Setmana encara no tenia el reconeixement de la Federació Internacional d'Associacions de Productors Cinematogràfics (FIAPF), per la qual cosa, encara que es van projectar pel·lícules estrangeres, únicament van poder ser premiades les espanyoles.

## Organització
A l'octubre de 1952 un grup d'empresaris de Sant Sebastià dirigits per Dionisio Pérez Villar van tenir la idea d'organitzar un certamen cinematogràfic el mes de setembre amb la intenció d'allargar la temporada turística de la ciutat. A pesar que van trobar el rebuig de la Cambra de comerç i de la Federació Mercantil de Guipúscoa i una resposta freda del Centre d'Atracció i Turisme i de l'ajuntament de Sant Sebastià, no es van descoratjar i van continuar buscant suport. El van trobar en la Delegació Provincial de Sindicats, que els va oferir oficines, personal i una subvenció de cent mil pessetes. L'abril del 1953 es van desplaçar a Madrid, on el president del Sindicat Nacional de l'Espectacle, Manuel Casanova, va ratificar la subvenció i els va oferir un suport oficial que suposava també un control del certamen. Per part seva, el director general de Cinematografia Joaquín Argamasilla va comprometre una altra subvenció de cent cinquanta mil pessetes. Argamasilla va suggerir que la setmana podia dedicar-se al cinema catòlic, però no va insistir en veure la falta d'entusiasme dels promotors. Amb aquests importants suports, els organitzadors van continuar les gestions a Sant Sebastià.
Una entrevista amb Juan Pagola, alcalde de Sant Sebastià, va tenir ara millor acolliment en conèixer-se el suport que el projecte tenia en la capital. El regidor es va comprometre a tractar la qüestió d'una subvenció en la pròxima reunió de la junta del Centre d'Atracció i Turisme. A continuació, els organitzadors van parlar amb hotels, sales de festes i agències de viatges. Van negociar amb el Teatre Victoria Eugenia, que va demanar quaranta mil pessetes pel lloguer de la sala durant set dies i va exigir que els membres del comitè signessin un aval per aquest import. També es va contractar l'allotjament de tots els visitants a l'Hotel María Cristina, al Londres i al Continental.
El projecte va trobar suport oficial en les institucions de la dictadura del general Franco, que confiaven a mostrar així al món una imatge oberta i tolerant. L'esdeveniment no tenia encara el reconeixement de la Federació Internacional d'Associacions de Productors Cinematogràfics, per la qual cosa no podia ser considerat un festival internacional competitiu. Es va denominar «Setmana Internacional del Cinema» i, encara que es van projectar més pel·lícules estrangeres que espanyoles, només va poder atorgar premis a aquestes últimes.

## Censura
Pérez Villar va anunciar que no es produirien talls deguts a la censura en les pel·lícules exhibides. Va dir que la seva integritat estava garantida per un acord entre els productors estrangers i la Direcció General de Cinematografia. Estava en joc el prestigi del certamen i la possibilitat de ser reconegut internacionalment per la FIAPF.
Malgrat això, es van produir un parell d'incidents. D'una banda, el film francès Nous sommes tous des assassins mostrava camps de concentració francesos que allotjaven a refugiats espanyols. Per un altre, la pel·lícula espanyola Dos caminos oferia una imatge molt tendenciosa dels efectes de la Guerra d'Espanya en el bàndol perdedor. La delegació francesa va estar a punt de retirar-se, però el conflicte es va superar gràcies a la mediació del president de la FIAPF.

## Inauguració
El dia 21 va haver-hi una recepció a l'ajuntament en la qual l'alcalde va saludar als presents i va ser respost pel secretari del Sindicat Nacional de l'Espectacle, Miguel de Echarri, i per Joaquín Argamasilla. Centenars de persones es van congregar entorn de la catifa vermella del Teatro Victoria Eugenia per a contemplar l'entrada de convidats. El Cor Maitea va interpretar l'himne del certamen compost Juan Urteaga. El grup de danses Goizaldi va formar un passadís a l'entrada i un arc d'honor amb les seves espases. Al temps sonaven típiques melodies basques interpretades amb txistu i tamborí. Finalment, es va projectar Don Camillo, protagonitzada per Fernandel i Gino Cervi. A continuació, es va celebrar un sopar i posterior festa al Reial Club de Tennis.

## Participants

### Pel·lícules
Encara que van ser les autoritats madrilenyes les que es van encarregar de seleccionar les pel·lícules, el comitè organitzador va arribar a contactar amb algunes ambaixades espanyoles demanant la seva col·laboració, la qual cosa no va agradar a les autoritats. Com a resultat, van arribar al certamen la pel·lícula britànica Alt secret i la italiana Màgia verda, que així van poder ser distribuïdes a Espanya. Així i tot, pocs dies abans del començament de la Setmana encara no estava clar quantes pel·lícules s'exhibirien. Els programes esmentaven fins a vint-i-quatre films.
No van poder arribar a ser exhibides malgrat els esforços dels organitzadors pel·lícules com Arròs amarg o Le Salaire de la peur.
Finalment, les pel·lícules exhibides durant la Setmana van ser:

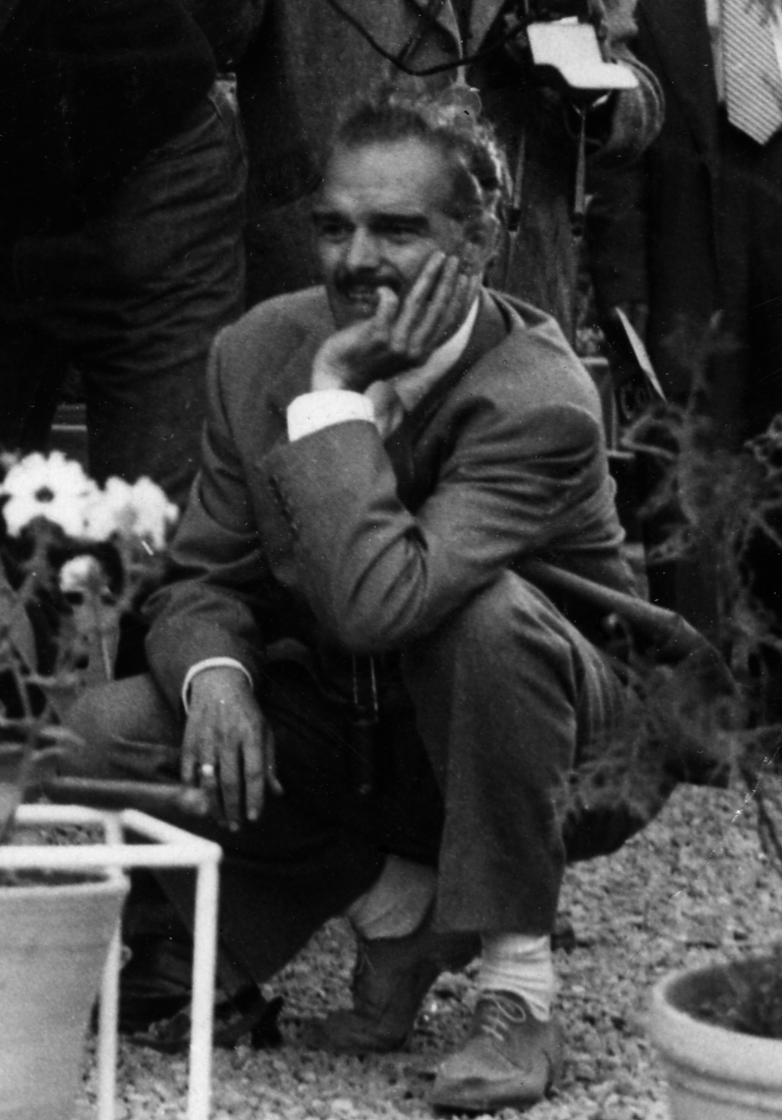
El neorealisme de Rovira-Beleta a Hay un camino a la derecha disgustà a cert sector de la crítica espanyola.

- Don Camillo, de Julien Duvivier. /
- Acuérdate de vivir, de Roberto Gavaldón.
- Casque d'or, de Jacques Becker.
- Crin-Blanc, d'Albert Lamorisse.
- Fröken Julie, d'Alf Sjöberg.
- Els crims del museu de cera, d'André de Toth.
- La pasión desnuda, de Luis César Amadori.
- Les Amants de Vérone, d'André Cayatte.
- Els orgullosos, d'Yves Allégret.
- Magia verde, de Gian Gaspare Napolitano.
- Nous sommes tous des assassins, d'André Cayatte.
- Thérèse Raquin, de Marcel Carné.
- Top Secret, de Mario Zampi.
- Traviata '53, de Vittorio Cottafavi.
- Carne de horca, de Ladislao Vajda.
- Dos caminos, d'Arturo Ruiz Castillo.
- Hay un camino a la derecha, de Francisco Rovira-Beleta.
- La guerra de Dios, de Rafael Gil.
- Misión en Buenos Aires, de Ricardo Gascón. /

Les cinc últimes eren de nacionalitat espanyola, totalment o parcialment, i podien aspirar als premis. Don Camilo va obrir el certamen i Els orgullosos el va clausurar.

### Personalitats

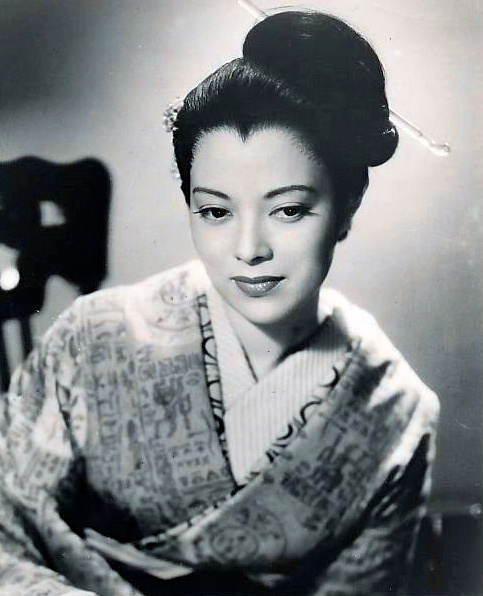
Yoshiko Yamaguchi va ser una de les presències més exòtiques en la Setmana.

Les projeccions i actes es van celebrar en el Teatro Victoria Eugenia de la capital guipuscoana, a l'elevat preu de cent pessetas la localitat. Van assistir nombrosos artistes, tècnics i empresaris cinematogràfics de diversos països. Entre altres, van acudir a l'esdeveniment Paquita Rico, Tilda Thamar, Cesáreo González, Maruja Asquerino, Yoshiko Yamaguchi, Emma Penella, Gustavo Rojo, Carmen Sevilla, Mary Martin, Juan de Orduña, Marujita Díaz, Micheline Presle, William Marshall, Paco Rabal i Marisa de Leza. No obstant això, la dificultat de les comunicacions amb Sant Sebastià va dissuadir a altres persones. El matador i actor Mario Cabré va col·laborar desinteressadament presentant cada dia a les personalitats assistents, animant les festes nocturnes i torejant. La clausura va ser presidida pel director general de Cinematografia Joaquín Argamasilla.
Particularment important va ser la presència de diverses personalitats franceses: la representant d'UniFrance, Jacqueline Naves, que va portar diverses pel·lícules que van garantir els primers dies de projecció; Jacques Fland, director general de Cinematografia; Robert Favre Le Bret, secretari general del Festival de Cannes i Charles Delac, president de la FIAPF. Delac va donar una roda de premsa en la qual va expressar la seva bona opinió sobre el desenvolupament del certamen i va anunciar que donaria suport que la FIAPF el reconegués com a festival no competitiu. D'altra banda, també va haver de demanar a Pérez Villar que desmentís que s'anessin a lliurar premis de caràcter internacional. La seva presència va servir perquè s'aconseguissin acords entre les indústries cinematogràfiques espanyola i francesa.

## Activitats paral·leles

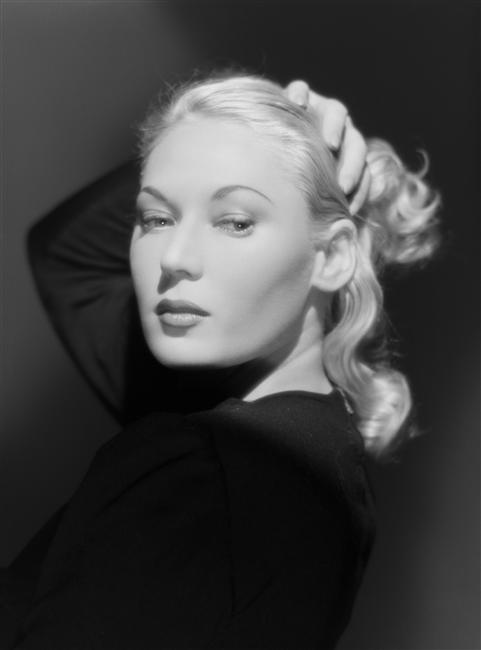
Tilda Thamar, una altra de les assistents.

En ocasió del certamen, es van celebrar diversos actes paral·lels. Al Reial Club de Tennis es va celebrar la primera nit una festa organitzada per un celler de vins de Jerez en la qual l'actriu japonesa Yoshiko Yamaguchi va fer una personal interpretació de «cant flamenc». I al Real Club Náutico va tenir lloc una altra festa nocturna uns dies després. El dia 25 la companyia del Teatre Lope de Vega, amb Paco Rabal al capdavant del repartiment, va representar al Museu Sant Telmo l'acte sacramental la cena del rey Baltasar, de Calderón de la Barca. El diumenge 27, dia de la clausura, es va organitzar una corrida de toros a la qual van assistir diversos artistes cinematogràfics i en la qual van bregar els matadors Mario Cabré, Pablo Lozano i Domingo Ortega. Bandes de música van recórrer els carrers tots els dies, i va haver-hi tres exhibicions de focs artificials
Aprofitant l'esdeveniment, es va reunir el dia 24 a la ciutat el I Congrés de Directors Cinematogràfics assistit per a l'advocat laboralista Fernando Vizcaíno Casas per a tractar temes d'interès professional d'aquest col·lectiu, com la posició dels directors adjunts, la situació del director en les coproduccions o l'accés dels realitzadors a la jurisdicció de la Magistratura de Treball.

## Palmarès
El jurat que va concedir els premis oficiosos era totalment espanyol i estava compost per Willy Koch, Francisco Aranaz-Darrás, Manuel Durán, Julián Merino i José Sánchez Eceiza.
Durant la mateixa celebració de la Setmana es va haver d'aclarir que només s'atorgarien premis competitius a les pel·lícules espanyoles, ja que la FIAPF no hi havia encara atorgat classificació cap a l'esdeveniment.
La gran triomfadora a causa del gust imperant en el moment va ser La guerra de Dios, de Rafael Gil. També Hay un camino a la derecha va rebre premis per les seves interpretacions, però el crític del diari ABC va mostrar el seu disgust pel to neorealista i «morbós» tant d'aquest film com de les pel·lícules franceses Casque d'or —dirigida per Jacques Becker— i Thérèse Raquin, de Marcel Carné. Aquest mateix crític, no obstant això, va mostrar la seva satisfacció per la pel·lícula espanyola Carne de horca, dirigida per Ladislao Vajda.

### Premis de l'organització
Els principals guardons concedits ostentaven ja la denominació de «Conquilla de Plata» —per la platja de la Concha— que posteriorment s'assentaria com a pròpia de l'esdeveniment.
- Conquilla d'Or a la millor pel·lícula: La guerra de Dios, de Rafael Gil.
- Conquilla de Plata al millor director: Rafael Gil per La guerra de Dios.
- Conquilla de Plata a la millor actriu: Julita Martínez per Hay un camino a la derecha.
- Conquilla de Plata al millor actor: Francisco Rabal per Hay un camino a la derecha.
- Conquilla de Plata a la millor fotografia: Otello Martelli per Carne de horca.
- Conquilla de Plata a la millor ambientació: Antonio Simont per Carne de horca.

També es van concedir diverses conquilles de plata no competitives als representants francesos i italians per la seva participació en la Setmana.

### Altres premis
El diari Pueblo —òrgan oficial dels Sindicats verticals oficials— va atorgar sengles «copes de la popularitat» als actors Mario Cabré i Marujita Díaz.

## Recepció
La Setmana va ser un èxit d'organització, amb l'excepció d'alguna fallada tècnica que va evidenciar la inexperiència de l'esdeveniment. Algunes pel·lícules van arribar sense subtítols i les males comunicacions de la ciutat van perjudicar l'assistència de personalitats rellevants. També va ser un èxit de públic i de repercussió mediàtica. El delegat nacional de Sindicats José Solís va manifestar durant la clausura la importància artística i industrial de l'esdeveniment i va anunciar que s'incrementaria la subvenció per a la següent edició. Econòmicament també va ser un èxit, perquè les subvencions rebudes i la important venda d'entrades i abonaments van superar les despeses realitzades.
El novembre de 1953 la FIAPF va decidir reconèixer-lo com a festival internacional de categoria «B» no competitiu a celebrar el mes de juliol. Això va possibilitar el seu repetició a l'any següent ja com a festival internacional. Els empresaris locals que havien organitzat la primera edició van ser substituïts per institucions oficials: el Sindicat Nacional de l'Espectacle i la Direcció General de Cinematografia i Teatre.